# 北原台
北原台（きたはらだい）は、埼玉県川口市の町名。現行行政地名は北原台一丁目から北原台三丁目。住居表示実施地区。郵便番号は333-0815。

## 地理
川口市北東部の戸塚地区に位置する。町域の南端を赤堀用水路が流れる。町内の中央部に東北自動車道および国道122号が縦断しており、1、2丁目と3丁目を分断する形になっているが、その間を南浦和越谷線の北川口陸橋、および大通り橋が結んでいる。
東川口駅まで徒歩圏内であるため、全域が宅地化されている。対照的に北側に接するさいたま市緑区大門では区画整理途中であり、開発があまり進んでいない。大宮台地の南部にあたり、住宅地のほか運輸関係の倉庫やレジャーホテルが見られる。町の西側（3丁目）には北原台公園や北原台郵便局、戸塚西保育所などの公共施設が存在する。

### 地価
住宅地の地価は2015年（平成27年）1月1日に公表された公示地価によれば北原台2-14-32の地点で18万7000円/m2となっている。

## 歴史
1989年（平成元年）に、住居表示の整備により大字行衛の大半、大字差間・大字戸塚の一部から成立した。大字行衛はもともと大字北原の小字であったことから北原台と名付けられた。

## 世帯数と人口
2018年（平成30年）3月1日現在の世帯数と人口は以下の通りである。
| 丁目         | 世帯数    | 人口    |
| ------------ | --------- | ------- |
| 北原台一丁目 | 1,020世帯 | 2,340人 |
| 北原台二丁目 | 992世帯   | 2,480人 |
| 北原台三丁目 | 611世帯   | 1,455人 |
| 計           | 2,623世帯 | 6,275人 |

## 小・中学校の学区
市立小・中学校に通う場合、学区（校区）は以下の通りとなる。
| 丁目         | 番地      | 小学校               | 中学校               |
| ------------ | --------- | -------------------- | -------------------- |
| 北原台一丁目 | 全域      | 川口市立戸塚小学校   | 川口市立戸塚西中学校 |
| 北原台二丁目 | 1〜20番地 | 川口市立戸塚小学校   | 川口市立戸塚西中学校 |
| 北原台二丁目 | その他    | 川口市立戸塚南小学校 | 川口市立戸塚西中学校 |
| 北原台三丁目 | 全域      | 川口市立差間小学校   | 川口市立神根中学校   |

## 交通
町内に鉄道は敷設されていない。鉄道駅からは比較的距離があり、東川口駅から徒歩の場合は15-30分を要する。ただし町内にはバス路線が通っており、これにより東川口駅までは5-7分、川口駅までは30-35分で到着する。深夜には南浦和駅からの直通バスも運行しており、町内を通過する。住所として北原台が誕生する以前に武州鉄道の行衛駅が1丁目の東北自動車道のあたりに存在した。

### 道路
- 東北自動車道
- 国道122号
- 埼玉県道105号さいたま鳩ヶ谷線
- 南浦和越谷線 - 北川口陸橋より戸塚環境センターに至る片側2車線の通り

## 公園
下記公園は、川口市により「一とき避難広場」に指定されている。
- 行衛北公園(北原台1-22)
- 行衛往環通り公園(北原台1-8)
- 行衛公園(北原台2-4)
- 行衛野伝場公園(北原台2-16)
- 行衛大通り公園(北原台3-7)
- 行衛屋敷裏公園(北原台3-14)
- 北原台公園(北原台3-23)

## 施設
- 川口市立戸塚西保育所
- 県営川口行衛団地
- 日本郵政 川口北原台郵便局
- ゆうちょ銀行（川口北原台郵便局内）
- 青木信用金庫 差間支店（北原台3丁目）
- 戸塚西保育園
- 行衛町会会館
- 稲荷神社
- 東沼神社